# Megacerus minusculus
Megacerus minusculus is een keversoort uit de familie bladkevers (Chrysomelidae). De wetenschappelijke naam van de soort werd in 1934 gepubliceerd door Maurice Pic.